# 장윤석 (희극인)
장윤석 (1987년 7월 3일~)은 대한민국의 희극 배우이다. 희극 배우 임종혁과 '낄낄 상회'라는 유튜브 채널을 운영하고 있다. 1994년생인 비연예인과 결혼하여 2023년에 딸을 낳았고, 2025년에 아들을 낳았다.

## 학력
- 한광중학교
- 충남대학교 (동물자원학과 / 학사)

## 연기 활동
- KBS2《개그콘서트》
  - 〈뿜 엔터테인먼트〉앵두 역
  - 〈놈놈놈〉
  - 〈가장자리〉
  - 〈세상아 덤벼라〉
  - 〈시청자 의견〉
  - 〈선배, 선배!〉
  - 〈10년 후〉
  - 〈부엉이〉부엉이 1 역
  - 〈민상토론〉
  - 〈갑툭튀〉
  - 〈비호행〉비호하는 승객 역
  - 〈줌 in 줌 out〉
  - 〈둘이서도 잘해요〉
  - 〈창과 방패〉
  - 〈연기돌〉
  - 〈조용!必〉
  - 〈아무말 대잔치〉
  - 〈남이 될 수 있을까〉커피집 직원 역
  - 〈조별과제〉학생(후배)역→ 호랑이조교 역
  - 〈으샤빠샤〉
  - 〈내시천하〉세자 역
  - 〈헤어지는 중입니다〉
  - 〈고구마〉
  - <습관적 부부>

### 공연
- 2017년 광쇼